# 冈萨罗·卡贝拉
冈萨罗·卡贝拉（英語：Gonzalo Cabrere，1989年1月15日—），是出生于阿根廷的伊拉克归化足球运动员。目前效力马来西亚超级足球联赛俱乐部柔佛DT，司职边锋。

## 职业生涯
卡贝拉于2003年加入博卡青年青年学院，在2010年他被博卡青年外借至卡利竞技。于同年8月卡贝拉被租借至塞浦路斯足球甲级联赛俱乐部卡图高比斯，在塞浦路斯甲级联赛他一共上了18场比赛，并取得3个进球。2011年1月31卡贝拉则再次被以租借方式离队，将返回塞浦路斯加入AEK拉纳卡，在AEK拉纳卡中首发12场并打进1进球。
卡贝拉于2017年以租借的方式加入马来西亚超级足球联赛俱乐部柔佛DT，在柔佛DT他在合赛事共打进19球并且有5个助攻，表现亮眼，于是柔佛DT决定向费萨里买断卡贝拉。在2017年赛季他以阿根廷球员身份注册为马来西亚超级联赛国际外援，而2018年卡贝拉成功获得伊拉克护照，将在2018年赛季注册为亚洲外援。

## 荣誉

### 柔佛DT
- 马来西亚超级足球联赛冠军（3次）：2017年、2018年、2019年
- 马来西亚杯冠军（2次）：2017年、2019年
- 马来西亚慈善盾冠军（3次）：2018年、2019年、2020年